# Américo Tesoriere
Américo Miguel Tesoriere, in Argentina meglio conosciuto come Tesorieri (La Boca, 18 marzo 1899 – 30 dicembre 1977), è stato un calciatore argentino, di ruolo portiere.
È considerato il primo grande portiere della storia del calcio argentino ed è stato una delle prime figure di spicco nella storia del Boca Juniors, squadra in cui militò per la quasi totalità della sua carriera e con cui vinse cinque Cope Campeonato. Con la nazionale, di cui fu capitano, vinse nel 1921 e nel 1925 il Campeonato Sudamericano de Football.
Era soprannominato La Gloria.

## Biografia
Américo Tesoriere nacque il 18 marzo 1899 nell'abitazione della nonna, nella calle Brandsen 582 a La Boca, quartiere di Buenos Aires, dove trascorse anche la sua infanzia. Il padre, Domingo, era un marinaio, di origini italiane, precisamente dall'Isola di Stromboli; mentre la madre, Ángela Ravenna, sarta di pantaloni, nacque a San Telmo, barrio di Buenos Aires.
Primo maschio di otto figli, Tesoriere era tifoso del Boca Juniors: secondo le sue parole Boquense por nacimento y por querencia (tifoso del Boca per nascita e per affezione). Risiedeva nella calle Irala, a pochi metri dall'Estadio Brandsen y Del Crucero, dove giocava le partite casalinghe il Boca.
La sua attività principale fu il calcio, ma non la sua professione, in quanto il calcio era ancora amatoriale all'epoca. Lavorò prima, durante e dopo la sua carriera sportiva. Dai 14 ai 27 anni, come apprendista in uno studio di ingegneria; poi fece l'impiegato di un negozio e in seguito intraprese un'esperienza di commerciante, per sua stessa ammissione condotta senza successo. Dieci anni dopo il suo ritiro, nel 1937, ebbe una esperienza da dirigente nel Boca e poi si fermò nella società con l'incarico di giardiniere fino al 1953.
Américo Tesoriere, persona molto sensibile, fu anche scrittore di alcune poesie, come Infancia, Ocaso e Imploración (in italiano Infanzia, Tramonto e Supplica).

### L'evoluzione del cognome
Il cognome originale era Tesoriero, per via di un antenato che fece il tesoriere del re; poi, con la conquista francese del territorio italiano, esso fu convertito in Tesoriere, come era riportato nei documenti; successivamente prese la forma di Tesorieri, senza essere ufficialmente modificato, per facilitare la pronuncia dei molti immigrati genovesi presenti a La Boca.

## Caratteristiche tecniche
Dotato di un fisico snello e allo stesso tempo muscoloso, possedeva tutte le abilità di un grande portiere: coraggio, sicurezza, istinto. Dai pali della porta imponeva e trasmetteva, in tutta l'area, la sua grande personalità.
Era un portiere molto determinato, all'avanguardia per la sua epoca, potendo contare sul suo intuito, grazie al quale sapeva in anticipo le prossime mosse degli attaccanti.

## Carriera

### Club

#### Gli inizi
Il suo primo club fu il Colonel Brandsen, dove giocava come centravanti; dopo fu la volta dell'Aurora Football Club. Nel 1916 arrivò alla squadra riserve del Boca Juniors, per mediazione di Antonio Buccelli, un uomo che lavorava presso i cantieri portuali.
Sin dalla giovane età si fece notare per la sua maturità. Non a caso, debuttò con la prima squadra del Boca Juniors nel 1916, all'età di 17 anni, quando venne chiamato in causa per sostituire il portiere titolare Fabbiani, gravemente infortunato, in una gara contro il Gimnasia La Plata. Da quel giorno diventò una pedina inamovibile della squadra.
Giocò con il Boca fino al termine della sua carriera nel 1927, ad eccezione della stagione 1921, trascorsa tra i pali dello Sportivo del Norte, nome con il quale era conosciuto all'epoca l'attuale Colegiales. Fu una spaccatura con la dirigenza della società giallo-blu a determinare il trasferimento di Tesoriere, insieme ai compagni Garassino, Anglese e Pertini. Tuttavia, nonostante giocasse per lo Sportivo del Norte, disputò due incontri di coppa con il Boca (una partita di Copa Ibarguren a giugno ed una partita di Copa Ricardo Aldao a novembre).

#### La popolarità e i successi
Raggiunse l'apice della sua fama nel 1925, quando il Boca Juniors organizzò un tour europeo, il primo di un club argentino nel vecchio continente. La trasferta della squadra — la cui rosa era composta di dodici giocatori, ai quali si unirono cinque rinforzi di altri club argentini — durò poco meno di un mese e si rivelò un successo: le prestazioni furono ampiamente riconosciute ed apprezzate, in particolar modo quelle del capitano Alfredo Elli e del portiere Tesoriere. Sempre Tesoriere ebbe la prima esperienza da allenatore: dai pali della sua porta decideva le formazioni, le sostituzioni e quali tattiche adottare nelle partite.
I sostenitori dei Xeneizes gli dedicavano un canto che divenne famoso:
Fu il primo calciatore argentino al quale fu dedicato un coro. Raggiunse una popolarità così ampia al punto che la rivista argentina El Gráfico, ai tempi in cui si occupava di informazione generale prima di diventare un giornale sportivo, gli dedicò una copertina, dove apparve con il consueto cappellino e il pallone. Fu il primo calciatore ad ottenere una copertina nella storia dell'editoria.
A 29 anni, prematuramente, decise di ritirarsi, lasciando per sempre i pali delle porte. Disputò in totale con il Boca Juniors 184 partite in undici stagioni, vincendo 5 Cope Campeonato (1919, 1920, 1923, 1924, 1926), tre Cope Ibarguren, una Copa Estímulo, una Tie Cup, due Cope de Competencia, una Copa de Honor Cousenier.

### Nazionale
Tesorieri fu grande protagonista con la maglia della Selección, facendo da ricambio generazionale a portieri come José Buruca Laforia e Carlos Wilson. Giocò complessivamente 38 partite e indossò la fascia di capitano 29 volte. Partecipò consecutivamente a sei edizioni del Campeonato Sudamericano de Football, dal 1920 al 1925, laureandosi campione nel 1921 e nel 1925.
Nel 1921 il suo contributo per la vittoria finale fu essenziale: durante tutto il torneo nessuno riuscì a segnargli un gol. Questo gli valse il premio di miglior giocatore del torneo.

#### Il tributo in Uruguay
Un altro ricordo indelebile fu quello del Campeonato disputato nel 1924 in Uruguay. La Nazionale uruguaiana, fresca vincitrice dell'Oro ai giochi olimpici di Parigi, era la grande favorita, potendo anche sfruttare il fattore campo. Tesoriere fu di nuovo protagonista con le sue parate che mantennero imbattuta, ancora una volta, la porta della Nazionale albiceleste per tutta la durata della manifestazione. In questa occasione, però, il riconoscimento glielo diedero i giocatori e sostenitori avversari, ovvero i padroni di casa.
Si arrivò alla sfida decisiva Argentina-Uruguay del 2 novembre. L'Uruguay, forte delle due vittorie precedenti poteva accontentarsi del pareggio. L'Argentina invece, che aveva pareggiato la prima partita con il Paraguay, era costretta a vincere. La gara si concluse 0-0 e furono così gli uruguaiani a trionfare. Tesoriere compì parate tanto prodigiose che il pubblico gli tributò un lungo applauso, mentre i calciatori uruguaiani, in un significativo gesto di sportività, lo portarono in trionfo con loro a fine partita. Andarono sotto gli spalti dove era presente il Presidente dell'Argentina, Marcelo Torcuato de Alvear, e gli dissero qualcosa come «Señor este hombre nos impidió la victoria ante la Selección Argentina», cioè «Signore, quest'uomo ci ha impedito di vincere contro la Nazionale argentina».
Nel suo ultimo Campeonato, nel 1925, ebbe modo di replicare l'esperienza di allenatore in campo, già vissuta con il Boca in Europa. L'abbandono dell'Uruguay spianò la strada all'Argentina che vinse senza problemi. Furono queste le ultime partite di Tesoriere in nazionale.

## Statistiche

### Cronologia presenze e reti nei club
| Stagione            | Squadra             | Campionato          | Campionato | Campionato | Coppe nazionali | Coppe nazionali | Coppe nazionali | Coppe continentali | Coppe continentali | Coppe continentali | Altre coppe | Altre coppe | Altre coppe | Totale | Totale |
| Stagione            | Squadra             | Comp                | Pres       | Reti       | Comp            | Pres            | Reti            | Comp               | Pres               | Reti               | Comp        | Pres        | Reti        | Pres   | Reti   |
| ------------------- | ------------------- | ------------------- | ---------- | ---------- | --------------- | --------------- | --------------- | ------------------ | ------------------ | ------------------ | ----------- | ----------- | ----------- | ------ | ------ |
| 1917                | Boca Juniors        | CC                  | 2          | -1         | -               | -               | -               | -                  | -                  | -                  | -           | -           | -           | 2      | -1     |
| 1918                | Boca Juniors        | CC                  | 20         | -21        | COM             | 3               | -1              | CH                 | 3                  | -3                 | -           | -           | -           | 26     | -25    |
| 1919                | Boca Juniors        | CC                  | 12         | -6         | COM+CI          | 7+1             | -5-0            | -                  | -                  | -                  | -           | -           | -           | 20     | -11    |
| 1920                | Boca Juniors        | CC                  | 18         | -6         | CE              | 2               | -2              | CH+CRA+TC          | 4+1+1              | -4-3-0             | -           | -           | -           | 26     | -15    |
| 1921                | Sportivo del Norte  | CC                  | ?          | ?          | ?               | ?               | ?               | ?                  | ?                  | ?                  | ?           | ?           | ?           | ?      | ?      |
| 1921                | Boca Juniors        | -                   | -          | -          | CI              | 1               | -1              | CRA                | 1                  | -2                 | -           | -           | -           | 2      | -3     |
| 1922                | Boca Juniors        | CC                  | 8          | -12        | -               | -               | -               | -                  | -                  | -                  | -           | -           | -           | 8      | -12    |
| 1923                | Boca Juniors        | CC                  | 18+4       | -7-2       | -               | -               | -               | CH                 | 1                  | 0                  | -           | -           | -           | 23     | -9     |
| 1924                | Boca Juniors        | CC                  | 14         | -7         | CI              | 1               | 0               | -                  | -                  | -                  | -           | -           | -           | 15     | -7     |
| 1925                | Boca Juniors        | CC                  | 5          | -2         | COM             | 3               | -1              | -                  | -                  | -                  | -           | -           | -           | 8      | -3     |
| 1926                | Boca Juniors        | CC                  | 20         | -5         | CI+CE           | 1+3             | -2-6            | -                  | -                  | -                  | -           | -           | -           | 24     | -13    |
| 1927                | Boca Juniors        | PD                  | 28         | -21        | CP              | 2               | 0               | -                  | -                  | -                  | -           | -           | -           | 30     | -21    |
| Totale Boca Juniors | Totale Boca Juniors | Totale Boca Juniors | 149        | -90        |                 | 24              | -18             |                    | 11                 | -12                |             |             |             | 184    | -120   |
| Totale carriera     | Totale carriera     | Totale carriera     | 149+       | -90+       |                 | 24+             | -18+            |                    | 11+                | -12+               |             |             |             | 184+   | -120+  |

CC: Copa Campeonato
CE: Copa Estímulo
CI: Copa Ibarguren
CH: Copa de Honor Cousenier
COM: Copa de Competencia Jockey Club
CP: Campeonato Porteño
CR: Campionato regionale
CRA: Copa Ricardo Aldao, conosciuta anche come Campeonato Rioplatense
PD: Primera División
TC: Tie Cup

### Cronologia presenze e reti in Nazionale
| Cronologia completa delle presenze e delle reti in nazionale ― Argentina | Cronologia completa delle presenze e delle reti in nazionale ― Argentina | Cronologia completa delle presenze e delle reti in nazionale ― Argentina | Cronologia completa delle presenze e delle reti in nazionale ― Argentina | Cronologia completa delle presenze e delle reti in nazionale ― Argentina | Cronologia completa delle presenze e delle reti in nazionale ― Argentina | Cronologia completa delle presenze e delle reti in nazionale ― Argentina | Cronologia completa delle presenze e delle reti in nazionale ― Argentina |
| Data                                                                     | Città                                                                    | In casa                                                                  | Risultato                                                                | Ospiti                                                                   | Competizione                                                             | Reti                                                                     | Note                                                                     |
| ------------------------------------------------------------------------ | ------------------------------------------------------------------------ | ------------------------------------------------------------------------ | ------------------------------------------------------------------------ | ------------------------------------------------------------------------ | ------------------------------------------------------------------------ | ------------------------------------------------------------------------ | ------------------------------------------------------------------------ |
| 11-5-1919                                                                | Asunción                                                                 | Paraguay                                                                 | 1 – 5                                                                    | Argentina                                                                | Amichevole                                                               | -1                                                                       |                                                                          |
| 15-5-1919                                                                | Asunción                                                                 | Paraguay                                                                 | 0 – 3                                                                    | Argentina                                                                | Amichevole                                                               | -                                                                        |                                                                          |
| 18-5-1919                                                                | Asunción                                                                 | Paraguay                                                                 | 1 – 2                                                                    | Argentina                                                                | Amichevole                                                               | -1                                                                       |                                                                          |
| 21-5-1919                                                                | Asunción                                                                 | Paraguay                                                                 | 1 – 2                                                                    | Argentina                                                                | Amichevole                                                               | -1                                                                       |                                                                          |
| 24-5-1919                                                                | Asunción                                                                 | Paraguay                                                                 | 1 – 2                                                                    | Argentina                                                                | Amichevole                                                               | -1                                                                       |                                                                          |
| 12-9-1920                                                                | Viña del Mar                                                             | Argentina                                                                | 1 – 1                                                                    | Uruguay                                                                  | Campeonato Sudamericano de Football                                      | -1                                                                       |                                                                          |
| 20-9-1920                                                                | Viña del Mar                                                             | Cile                                                                     | 1 – 1                                                                    | Argentina                                                                | Campeonato Sudamericano de Football                                      | -1                                                                       |                                                                          |
| 25-9-1920                                                                | Viña del Mar                                                             | Argentina                                                                | 2 – 0                                                                    | Brasile                                                                  | Campeonato Sudamericano de Football                                      | -                                                                        |                                                                          |
| 2-10-1921                                                                | Buenos Aires                                                             | Argentina                                                                | 1 – 0                                                                    | Brasile                                                                  | Campeonato Sudamericano de Football                                      | -                                                                        |                                                                          |
| 16-10-1921                                                               | Buenos Aires                                                             | Argentina                                                                | 3 – 0                                                                    | Paraguay                                                                 | Campeonato Sudamericano de Football                                      | -                                                                        |                                                                          |
| 30-10-1921                                                               | Buenos Aires                                                             | Argentina                                                                | 1 – 0                                                                    | Uruguay                                                                  | Campeonato Sudamericano de Football                                      | -                                                                        |                                                                          |
| 28-9-1922                                                                | Rio de Janeiro                                                           | Argentina                                                                | 4 – 0                                                                    | Cile                                                                     | Campeonato Sudamericano de Football                                      | -                                                                        |                                                                          |
| 8-10-1922                                                                | Rio de Janeiro                                                           | Uruguay                                                                  | 1 – 0                                                                    | Argentina                                                                | Campeonato Sudamericano de Football                                      | -1                                                                       |                                                                          |
| 15-10-1922                                                               | Rio de Janeiro                                                           | Brasile                                                                  | 2 – 0                                                                    | Argentina                                                                | Campeonato Sudamericano de Football                                      | -2                                                                       |                                                                          |
| 18-10-1922                                                               | Rio de Janeiro                                                           | Paraguay                                                                 | 0 – 2                                                                    | Argentina                                                                | Campeonato Sudamericano de Football                                      | -                                                                        |                                                                          |
| 22-10-1922                                                               | San Paolo                                                                | Brasile                                                                  | 2 – 1                                                                    | Argentina                                                                | Copa Julio Roca                                                          | -2                                                                       |                                                                          |
| 12-11-1922                                                               | Montevideo                                                               | Uruguay                                                                  | 1 – 0                                                                    | Argentina                                                                | Copa Lipton                                                              | -1                                                                       |                                                                          |
| 10-12-1922                                                               | Montevideo                                                               | Uruguay                                                                  | 1 – 0                                                                    | Argentina                                                                | Copa Premio Honor Uruguayo                                               | -1                                                                       |                                                                          |
| 17-12-1922                                                               | Buenos Aires                                                             | Argentina                                                                | 2 – 2                                                                    | Uruguay                                                                  | Copa Newton                                                              | -2                                                                       |                                                                          |
| 25-5-1923                                                                | Buenos Aires                                                             | Argentina                                                                | 1 – 0                                                                    | Paraguay                                                                 | Copa Rosa Cheva                                                          | -                                                                        |                                                                          |
| 24-6-1923                                                                | Buenos Aires                                                             | Argentina                                                                | 0 – 0                                                                    | Uruguay                                                                  | Copa Lipton                                                              | -                                                                        |                                                                          |
| 15-7-1923                                                                | Buenos Aires                                                             | Argentina                                                                | 2 – 2                                                                    | Uruguay                                                                  | Copa Ministro de Relaciones Exteriores                                   | -2                                                                       |                                                                          |
| 22-7-1923                                                                | Montevideo                                                               | Uruguay                                                                  | 2 – 2                                                                    | Argentina                                                                | Copa Premio Honor Uruguayo                                               | -2                                                                       |                                                                          |
| 30-9-1923                                                                | Montevideo                                                               | Uruguay                                                                  | 0 – 2                                                                    | Argentina                                                                | Copa Premio Honor Uruguayo                                               | -                                                                        |                                                                          |
| 29-10-1923                                                               | Montevideo                                                               | Argentina                                                                | 4 – 3                                                                    | Paraguay                                                                 | Campeonato Sudamericano de Football                                      | -3                                                                       |                                                                          |
| 2-12-1923                                                                | Montevideo                                                               | Uruguay                                                                  | 2 – 0                                                                    | Argentina                                                                | Campeonato Sudamericano de Football                                      | -2                                                                       |                                                                          |
| 9-12-1923                                                                | Buenos Aires                                                             | Argentina                                                                | 2 – 0                                                                    | Brasile                                                                  | Copa Julio Roca                                                          | -                                                                        |                                                                          |
| 15-5-1924                                                                | Asunción                                                                 | Paraguay                                                                 | 1 – 3                                                                    | Argentina                                                                | Copa Chevallier Boutell                                                  | -1                                                                       |                                                                          |
| 18-5-1924                                                                | Asunción                                                                 | Paraguay                                                                 | 2 – 1                                                                    | Argentina                                                                | Copa Chevallier Boutell                                                  | -2                                                                       |                                                                          |
| 21-9-1924                                                                | Montevideo                                                               | Uruguay                                                                  | 1 – 1                                                                    | Argentina                                                                | Amichevole                                                               | -1                                                                       |                                                                          |
| 28-9-1924                                                                | Buenos Aires                                                             | Argentina                                                                | 0 – 0                                                                    | Uruguay                                                                  | Amichevole                                                               | -                                                                        |                                                                          |
| 2-10-1924                                                                | Buenos Aires                                                             | Argentina                                                                | 2 – 1                                                                    | Uruguay                                                                  | Amichevole                                                               | -1                                                                       |                                                                          |
| 12-10-1924                                                               | Montevideo                                                               | Argentina                                                                | 0 – 0                                                                    | Paraguay                                                                 | Campeonato Sudamericano de Football                                      | -                                                                        |                                                                          |
| 25-10-1924                                                               | Montevideo                                                               | Argentina                                                                | 2 – 0                                                                    | Cile                                                                     | Campeonato Sudamericano de Football                                      | -                                                                        |                                                                          |
| 2-11-1924                                                                | Montevideo                                                               | Uruguay                                                                  | 0 – 0                                                                    | Argentina                                                                | Campeonato Sudamericano de Football                                      | -                                                                        |                                                                          |
| 16-11-1924                                                               | Montevideo                                                               | Uruguay                                                                  | 0 – 1                                                                    | Argentina                                                                | Copa Confraternidad Rioplatense                                          | -                                                                        |                                                                          |
| 29-11-1925                                                               | Buenos Aires                                                             | Argentina                                                                | 2 – 0                                                                    | Paraguay                                                                 | Campeonato Sudamericano de Football                                      | -                                                                        |                                                                          |
| 13-12-1925                                                               | Buenos Aires                                                             | Argentina                                                                | 4 – 1                                                                    | Brasile                                                                  | Campeonato Sudamericano de Football                                      | -1                                                                       |                                                                          |
| 20-12-1925                                                               | Buenos Aires                                                             | Argentina                                                                | 3 – 1                                                                    | Paraguay                                                                 | Campeonato Sudamericano de Football                                      | -1                                                                       |                                                                          |
| 25-12-1925                                                               | Buenos Aires                                                             | Argentina                                                                | 2 – 2                                                                    | Brasile                                                                  | Campeonato Sudamericano de Football                                      | -2                                                                       |                                                                          |
| Totale                                                                   |                                                                          | Presenze                                                                 | 40                                                                       |                                                                          | Reti                                                                     | -33                                                                      |                                                                          |

Fonte:

## Palmarès

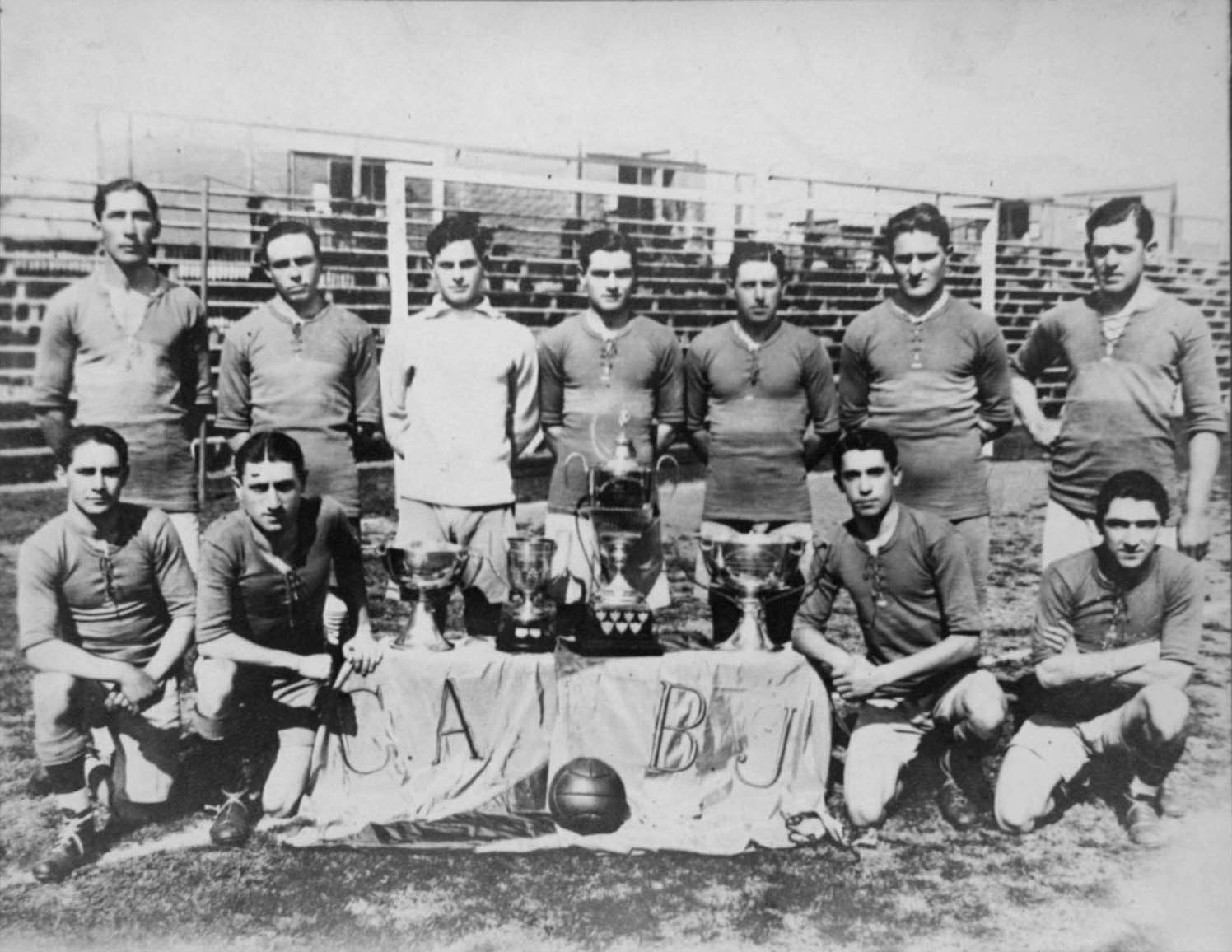
La formazione del Boca nel 1919 con i quattro trofei vinti.

### Club

#### Competizioni nazionali
- Copa Campeonato: 5

Boca Juniors: 1919, 1920, 1923, 1924, 1926
- Copa de Competencia Jockey Club: 2

Boca Juniors: 1919, 1925
- Copa Ibarguren: 3

Boca Juniors: 1919, 1923, 1924
- Copa Estímulo: 1

Boca Juniors: 1926

#### Competizioni internazionali
- Tie Cup: 1

Boca Juniors: 1919
- Copa de Honor Cousenier: 1

Boca Juniors: 1920

### Nazionale
- Campeonato Sudamericano de Football: 2

Argentina 1921, Argentina 1925